# Erichalcis
Erichalcis è un genere di pesci ossei estinti, appartenenti ai teleostei e di incerta collocazione sistematica. Visse nel Cretaceo inferiore (Albiano, circa 110 - 105 milioni di anni fa) e i suoi resti fossili sono stati ritrovati in Canada.

## Descrizione
Questo pesce era di piccole dimensioni, e solitamente non superava i 15 centimetri di lunghezza. Era dotato di un corpo piuttosto simile a quello di un'aringa o di una sardina, snello e allungato. La testa era lunga e bassa, con un muso arrotondato e la bocca piccola, rivolta verso l'alto. La pinna dorsale era opposta alle pinne pelviche. La pinna caudale era profondamente biforcuta. Erichalcis possedeva una serie di scudi ventrali che dovevano proteggere l'animale dalla predazione; strutture simili si ritrovano nei clupeomorfi attuali. Erano inoltre presenti scudi posti sul dorso.

## Classificazione
Il genere Erichalcis venne descritto per la prima volta da Forey nel 1975, sulla base di resti fossili ritrovati in Alberta (Canada), in terreni risalenti all'Albiano; la specie tipo è Erichalcis arcta. Un'altra specie, E. conspicua, è stata ritrovata nella formazione Christopher nell'isola di Axel Heiberg, Nunavut (Canada), e differisce dalla specie tipo per alcune caratteristiche degli scudi dorsali e ventrali e per una maggiore robustezza delle scaglie laterali.
Erichalcis è stato inizialmente attribuito da Forey ai Clupeomorpha, il grande gruppo comprendente i clupeiformi e gli ellimmittiformi, ma successive ricerche hanno indicato Erichalcis come un membro degli Euteleostei. Un esemplare inizialmente attribuito alla specie tipo E. arcta è stato in seguito considerato una nuova specie di vero clupeomorfo, Foreyclupea loonensis.